# Remo nos Jogos Olímpicos de Verão de 2008 - Skiff duplo leve feminino
As competições da classe skiff duplo peso leve feminino do remo nos Jogos Olímpicos de Verão de 2008 foram realizadas entre os dias 10 e 17 de agosto. Os eventos foram disputados no Parque Olímpico Shunyi. Nesta prova, as duas remadoras têm que ter peso médio de 57 kg, mas nenhuma delas pode pesar mais de 59 kg.

## Medalhistas
| Ouro   | NED Kirsten van der Kolk e Marit van Eupen |
| Prata  | FIN Sanna Sten e Minna Nieminen            |
| Bronze | CAN Melanie Kok e Tracy Cameron            |

## Resultados

### Eliminatórias
Regras de classificação: 1-2→SA/B, 3..→R

#### Eliminatória 1
| Pos. | Atletas                                | País               | Tempo   |      |
| ---- | -------------------------------------- | ------------------ | ------- | ---- |
| 1    | Kirsten van der Kolk, Marit van Eupen  | NED Países Baixos  | 6:50.90 | SA/B |
| 2    | Amber Halliday, Marguerite Houston     | AUS Austrália      | 6:53.23 | SA/B |
| 3    | Renee Hykel, Jennifer Goldsack         | USA Estados Unidos | 6:53.32 | R    |
| 4    | Gabriela Huerta, Lila Perez Rul        | MEX México         | 7:11.71 | R    |
| 5    | Camila Carvalho, Luciana Granato       | BRA Brasil         | 7:25.90 | R    |
| 6    | Natalya Voronova, Alexandra Opachanova | KAZ Cazaquistão    | 7:29.07 | R    |

#### Eliminatória 2
| Pos. | Atletas                            | País              | Tempo   |      |
| ---- | ---------------------------------- | ----------------- | ------- | ---- |
| 1    | Berit Carow, Marie-Louise Draeger  | GER Alemanha      | 6:51.96 | SA/B |
| 2    | Melanie Kok, Tracy Cameron         | CAN Canadá        | 6:54.07 | SA/B |
| 3    | Hester Goodsell, Helen Casey       | GBR Grã-Bretanha  | 6:55.23 | R    |
| 4    | Sanna Sten, Minna Nieminen         | FIN Finlândia     | 6:56.61 | R    |
| 5    | Chrysi Biskitzi, Alexandra Tsiavou | GRE Grécia        | 7:05.95 | R    |
| 6    | Alex White, Kirsten McCann         | RSA África do Sul | 7:20.51 | R    |

#### Eliminatória 3
| Pos. | Atletas                          | País              | Tempo   |      |
| ---- | -------------------------------- | ----------------- | ------- | ---- |
| 1    | Xu Dongxiang, Chen Haixia        | CHN China         | 6:57.58 | SA/B |
| 2    | Katrin Olsen, Juliane Rasmussen  | DEN Dinamarca     | 6:58.63 | SA/B |
| 3    | Misaki Kumakura, Akiko Iwamoto   | JPN Japão         | 7:05.67 | R    |
| 4    | Yaima Velazquez, Ismaray Marrero | CUB Cuba          | 7:13.35 | R    |
| 5    | Ko Young-Eun, Ji Yoo-Jin         | KOR Coreia do Sul | 7:39.70 | R    |

### Repescagens
Regras de classificação: 1-3→SA/B, 4..→FC

#### Repescagem 1
| Pos. | Atletas                                | País               | Tempo   |      |
| ---- | -------------------------------------- | ------------------ | ------- | ---- |
| 1    | Renee Hykel, Jennifer Goldsack         | USA Estados Unidos | 7:22.22 | SA/B |
| 2    | Sanna Sten, Minna Nieminen             | FIN Finlândia      | 7:23.80 | SA/B |
| 3    | Misaki Kumakura, Akiko Iwamoto         | JPN Japão          | 7:30.92 | SA/B |
| 4    | Alex White, Kirsten McCann             | RSA África do Sul  | 7:48.04 | FC   |
| 5    | Natalya Voronova, Alexandra Opachanova | KAZ Cazaquistão    | 7:54.12 | FC   |
| 6    | Ko Young-Eun, Ji Yoo-Jin               | KOR Coreia do Sul  | 8:03.51 | FC   |

#### Repescagem 2
| Pos. | Atletas                            | País             | Tempo   |      |
| ---- | ---------------------------------- | ---------------- | ------- | ---- |
| 1    | Hester Goodsell, Helen Casey       | GBR Grã-Bretanha | 7:24.27 | SA/B |
| 2    | Chrysi Biskitzi, Alexandra Tsiavou | GRE Grécia       | 7:24.55 | SA/B |
| 3    | Yaima Velazquez, Ismaray Marrero   | CUB Cuba         | 7:32.14 | SA/B |
| 4    | Gabriela Huerta, Lila Perez Rul    | MEX México       | 7:41.97 | FC   |
| 5    | Camila Carvalho, Luciana Granato   | BRA Brasil       | 7:47.53 | FC   |

### Semifinais A/B
Regras de classificação: 1-3→FA, 4..→FB

#### Semifinal A/B 1
| Pos. | Atletas                               | País              | Tempo   |    |
| ---- | ------------------------------------- | ----------------- | ------- | -- |
| 1    | Kirsten van der Kolk, Marit van Eupen | NED Países Baixos | 7:03.87 | FA |
| 2    | Sanna Sten, Minna Nieminen            | FIN Finlândia     | 7:03.91 | FA |
| 3    | Berit Carow, Marie-Louise Draeger     | GER Alemanha      | 7:04.95 | FA |
| 4    | Katrin Olsen, Juliane Rasmussen       | DEN Dinamarca     | 7:06.31 | FB |
| 5    | Hester Goodsell, Helen Casey          | GBR Grã-Bretanha  | 7:17.67 | FB |
| 6    | Yaima Velazquez, Ismaray Marrero      | CUB Cuba          | 7:30.15 | FB |

#### Semifinal A/B 2
| Pos. | Atletas                            | País               | Tempo   |    |
| ---- | ---------------------------------- | ------------------ | ------- | -- |
| 1    | Melanie Kok, Tracy Cameron         | CAN Canadá         | 7:10.70 | FA |
| 2    | Xu Dongxiang, Chen Haixia          | CHN China          | 7:11.59 | FA |
| 3    | Chrysi Biskitzi, Alexandra Tsiavou | GRE Grécia         | 7:11.99 | FA |
| 4    | Renee Hykel, Jennifer Goldsack     | USA Estados Unidos | 7:12.15 | FB |
| 5    | Amber Halliday, Marguerite Houston | AUS Austrália      | 7:13.80 | FB |
| 6    | Misaki Kumakura, Akiko Iwamoto     | JPN Japão          | 7:16.13 | FB |

### Finais

#### Final C
| Pos. | Atletas                                | País              | Tempo   |
| ---- | -------------------------------------- | ----------------- | ------- |
| 1    | Gabriela Huerta, Lila Perez Rul        | MEX México        | 7:17.21 |
| 2    | Alex White, Kirsten McCann             | RSA África do Sul | 7:20.49 |
| 3    | Camila Carvalho, Luciana Granato       | BRA Brasil        | 7:22.40 |
| 4    | Natalya Voronova, Alexandra Opachanova | KAZ Cazaquistão   | 7:32.36 |
| 5    | Ko Young-Eun, Ji Yoo-Jin               | KOR Coreia do Sul | 7:39.46 |

#### Final B
| Pos. | Atletas                            | País               | Tempo   |
| ---- | ---------------------------------- | ------------------ | ------- |
| 1    | Katrin Olsen, Juliane Rasmussen    | DEN Dinamarca      | 7:06.94 |
| 2    | Amber Halliday, Marguerite Houston | AUS Austrália      | 7:07.17 |
| 3    | Misaki Kumakura, Akiko Iwamoto     | JPN Japão          | 7:08.49 |
| 4    | Renee Hykel, Jennifer Goldsack     | USA Estados Unidos | 7:09.02 |
| 5    | Hester Goodsell, Helen Casey       | GBR Grã-Bretanha   | 7:11.24 |
| 6    | Yaima Velazquez, Ismaray Marrero   | CUB Cuba           | 7:20.07 |

#### Final A
| Pos. | Atletas                               | País              | Tempo   |
| ---- | ------------------------------------- | ----------------- | ------- |
|      | Kirsten van der Kolk, Marit van Eupen | NED Países Baixos | 6:54.74 |
|      | Sanna Sten, Minna Nieminen            | FIN Finlândia     | 6:56.03 |
|      | Melanie Kok, Tracy Cameron            | CAN Canadá        | 6:56.68 |
| 4    | Berit Carow, Marie-Louise Draeger     | GER Alemanha      | 6:56.72 |
| 5    | Xu Dongxiang, Chen Haixia             | CHN China         | 7:01.90 |
| 6    | Chrysi Biskitzi, Alexandra Tsiavou    | GRE Grécia        | 7:04.61 |

Legenda
| Recorde mundial      | Recorde mundial (World record)               |                       | Recorde africano                      | Recorde africano (African) |                                           | Q | Classificado por posição (Qualified) |
| Recorde olímpico     | Recorde olímpico (Olympic record)            | Recorde da América    | Recorde da América (Americas)         | q                          | Classificado por melhor tempo (Qualified) |   |                                      |
| Melhor marca do ano  | Melhor marca do ano (World leading)          | Recorde asiático      | Recorde asiático (Asian)              | DNS                        | Não largou (Did not start)                |   |                                      |
| Recorde nacional     | Recorde nacional (National record)           | Recorde europeu       | Recorde europeu (European)            | DNF                        | Não terminou (Did not finish)             |   |                                      |
| Recorde pessoal      | Recorde pessoal do atleta (Personal best)    | Recorde da Oceania    | Recorde da Oceania (Oceania)          | DSQ / DQ                   | Desclassificado (Disqualified)            |   |                                      |
| Recorde da temporada | Recorde da temporada do atleta (Season best) | Recorde sul-americano | Recorde sul-americano (South America) | NM                         | Sem marca (No mark)                       |   |                                      |

### Remo
| S | Classificado(a) para as semifinais |    |                        | FA | Final A (disputa de medalhas) |  |  | FD | Final D (sem medalhas) |
| Q | Classificado(a) para as quartas    | FB | Final B (sem medalhas) | FE | Final E (sem medalhas)        |  |  |    |                        |
| R | Classificado(a) para a repescagem  | FC | Final C (sem medalhas) | FF | Final F (sem medalhas)        |  |  |    |                        |